# Брага, Виталий Николаевич
Виталий Николаевич Брага (23 октября 1927 — 10 января 2024) —  генеральный консул СССР в Дархане (1988—1991).

## Биография
Окончил Киевский речного техникума, с 1948 первый секретарь Подольского райкома Украинского ЛКСМ Киева.
С 1950 учился в Центральной комсомольской школе при ЦК ВЛКСМ, по окончании работал в аппарате ЦК ВЛКСМ ответственным организатором по комсомольским организациям Красноярского края и Иркутской области. В 1955-1959 второй секретарь посольства в ГДР, освобождённый секретарь комсомольской организации посольства.
С 1966 по 1972 год работал первым секретарём советника и советником посольства СССР в Монгольской Народной Республике. 4 года работал в посольстве в КНДР.
С 1988 по 1991 год — генеральный консул СССР в Дархане.
Скончался 10 января 2024 года.

## Награды
- Орден Трудового Красного Знамени[1].
- Дважды Орден «Знак Почёта»[1].
- Монгольский орден — „Полярная звезда“[1].